# IDNES.cz

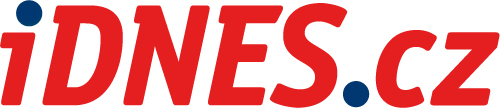
Logo van het nieuwsportaal

iDNES.cz is het Tsjechischtalige portaal van het Tsjechische dagblad Mladá fronta DNES (ook wel kortweg MF Dnes of Dnes genoemd) dat wordt beheerd door de uitgeversgroep MAFRA. Het portaal is operationeel sinds 12 januari 1998 en wordt bezocht door meer dan 4 miljoen lezers per maand. De inhoud bestaat uit artikelen die zijn ingedeeld in 16 rubrieken zoals nieuws, regio, sport en andere gespecialiseerde rubrieken. Het heeft een mobiele versie namelijk m.idnes.cz.